# Estação República (Metrô de São Paulo)
A Estação República é uma estação de metrô localizado no distrito da República, na região central de São Paulo. Esta estação integra as linhas 3–Vermelha, operada pelo Metrô de São Paulo, e 4–Amarela, operada pela ViaQuatro. O Museu da Diversidade Sexual está localizado em seu interior.

## Linha 3–Vermelha do Metrô de São Paulo

### Histórico

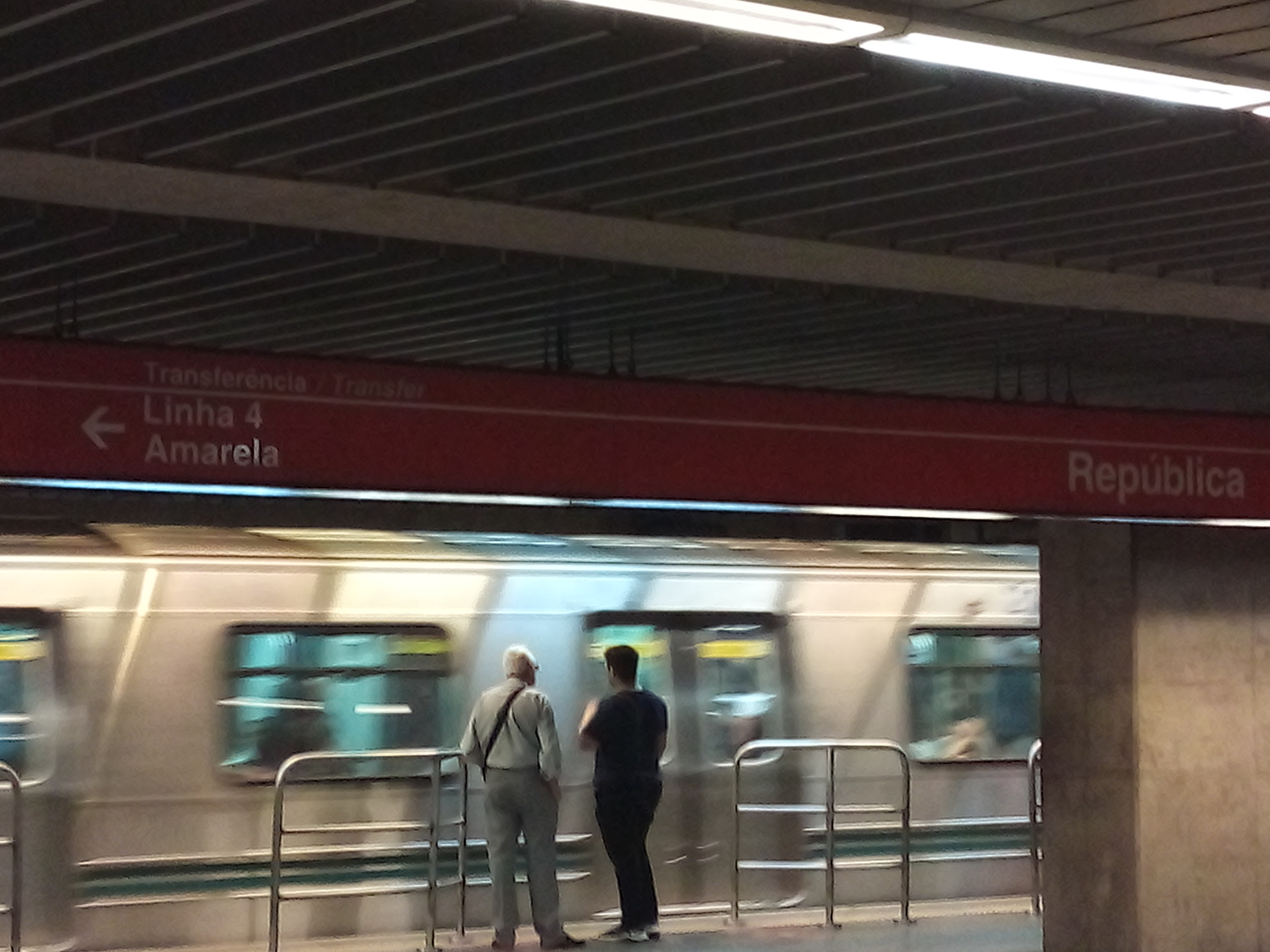
Trem passando na plataforma da estação da Linha 3

Diante de comentários de que a Praça da República seria "desfigurada" pela construção da Linha Leste–Oeste do Metrô, Mário Alves de Mello, secretário de Transportes Municipais, declarou, em novembro de 1974: "Existe a possibilidade de se aproveitar a área subterrânea, caso o novo traçado exija que a linha passe pela Praça da República. Além do mais, com o avanço tecnológico e os recursos de ordem técnica de que dispõe a Companhia do Metrô, mesmo que isso ocorra, existe a possibilidade de se evitar esse propalado desnaturamento da praça. Um exemplo é o que ocorreu na Praça da Sé. Depois de encerradas as obras, a região contará com o dobro da área da praça. Seria uma insensatez da atual administração, mesmo em benefício do progresso, prejudicar a população e, principalmente, os moradores e as crianças daquela área, que desfrutam saudável lazer na Praça da República."
O início das obras de construção da estação, em 1979, ocorreu com a interdição da rua em frente ao prédio da Secretaria Estadual da Educação com tapumes azuis. Segundo o chefe do canteiro de obras, a vizinhança mal percebeu que as obras tinham sido iniciadas, porque, além de a estação ser profunda, os operários estariam cuidando para que nem a terra retirada pelos caminhões causasse incômodos: "Quando os caminhões vão sair, um operário retira, com uma pá e água, a terra que fica retida nos pneus. A obra trouxe inovações técnicas, como o uso de pontes rolantes com conchas escavadeiras — antes, eram abertas rampas para permitir que caminhões descessem até o nível subterrâneo de onde a terra seria retirada — e escoramento em distâncias maiores que o normal, proporcionando redução de custo.

### Características
A estação da Linha 3–Vermelha foi inaugurada em 24 de abril de 1982. É uma estação subterrânea com dois níveis de distribuição e plataformas central e laterais, e estrutura em concreto aparente. Sua área construída é de 39 050 m² e sua capacidade é oitenta mil passageiros por hora em horários de pico.

### Informações da linha
| Linha      | Terminais                                    | Estações | Principais destinos                                                                                         | Duração das viagens (min) | Intervalo entre trens (min) | Funcionamento                                                                 |
| ---------- | -------------------------------------------- | -------- | --- | ------------------------- | --------------------------- | ----------------------------------------------------------------------------- |
| 3 Vermelha | Palmeiras-Barra Funda ↔ Corinthians-Itaquera | 18       | Barra Funda, Santa Cecília, República, Sé, Brás, Belém, Tatuapé, Penha, Vila Matilde, Artur Alvim, Itaquera | 40                        | 2                           | Diariamente, das 4h40 à 0 hora. Aos sábados, das 4h40 até a 1 hora do domingo |

## Linha 4–Amarela da ViaQuatro

### Histórico

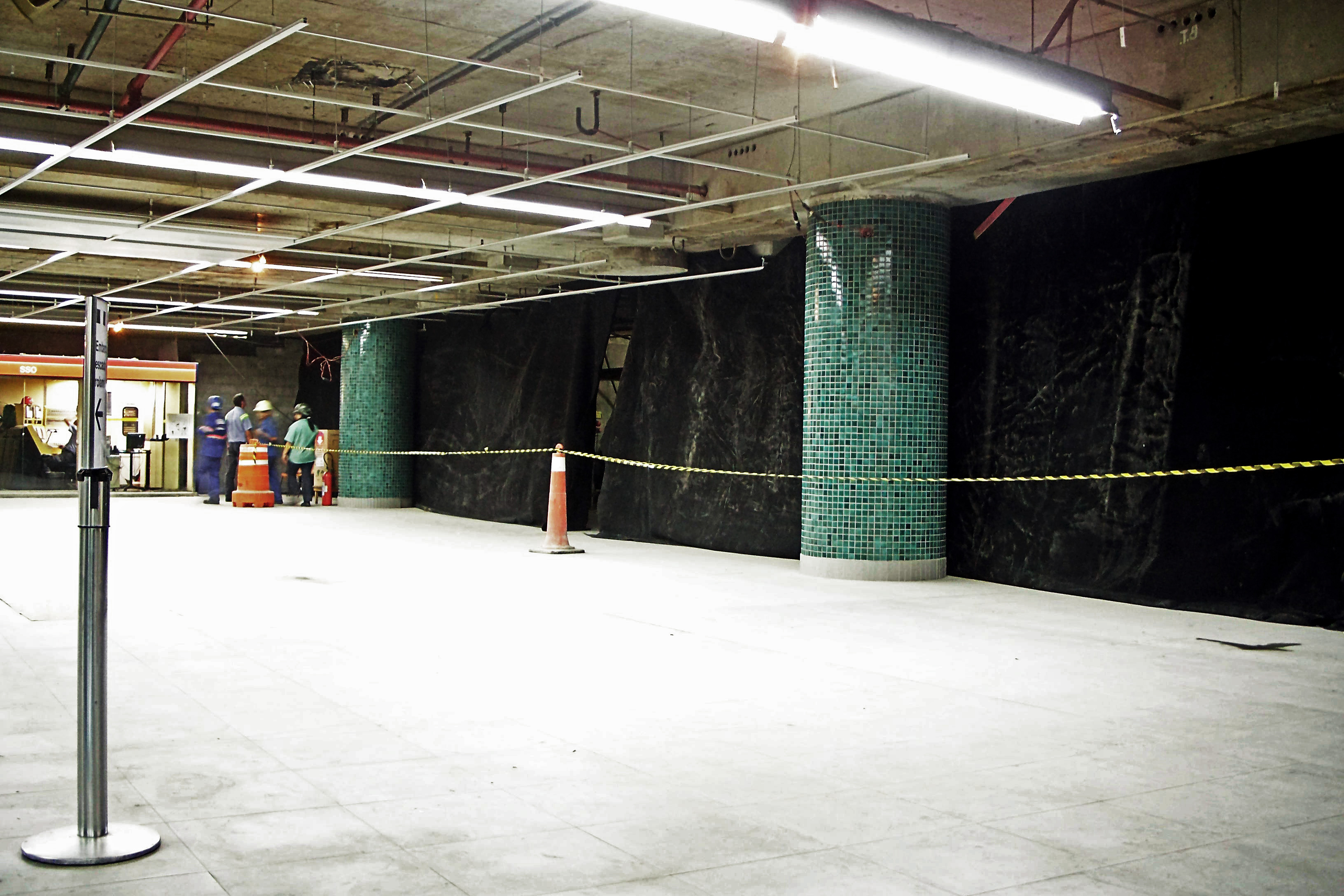
Obras para a integração com a Linha 4 no nível dos bloqueios

A estação já foi projetada para receber, além da atual Linha 3–Vermelha, a linha então conhecida como Sudeste–Sudoeste, que daria origem à atual Linha 4–Amarela.
Uma das estações de integração da Linha 4–Amarela, a República foi fechada durante pouco mais de um dia entre 2 e 3 de maio de 2009, para que o shield (conhecido como tatuzão) passasse transversalmente. A máquina estava parada ali desde janeiro, depois de cavar o túnel principal desde a Estação Faria Lima. A operação da passagem de um lado para o outro da estação envolveu 320 pessoas e causou tumulto, principalmente porque ocorreu durante o evento conhecido como Virada Cultural, que durou 24 horas, em que o metrô funcionou ininterruptamente. O trajeto entre as estações Anhangabaú e Santa Cecília, vizinhas à República na Linha 3–Vermelha, foi feito em 36 ônibus gratuitos, mas isso não evitou muitas filas nas plataformas e escadas rolantes. A linha foi dividida em dois trechos, um entre as estações Palmeiras-Barra Funda e Santa Cecília e outro entre as estações Anhangabaú e Corinthians-Itaquera. A previsão inicial era de que a paralisação fosse entre a uma hora do dia 2 e a meia-noite do dia 3, mas acabou por durar menos de 32 horas, sendo a estação reaberta às 8h45 do domingo 3. "Fizemos um esforço para minimizar o impacto, já que sofremos um pouquinho no dia anterior com o acúmulo de pessoas", disse ao Jornal da Tarde o gerente de operações do metrô, Wilmar Fratini.
A entrega da integração com a Linha 4 foi mudada por oito vezes desde 2001, e a estimativa do governo estadual no início de 2011 era que fosse entregue até o fim do ano, junto com a Estação Luz. Mais tarde o governo antecipou o prazo para outubro, depois fim de setembro e, por fim, 15 de setembro. A estação começou operando das 10 às 15 horas. Em 23 de setembro, o horário foi ampliado para das 9 às 16 horas e, a partir de 26 de setembro, das 4h40 à meia-noite.

### Características

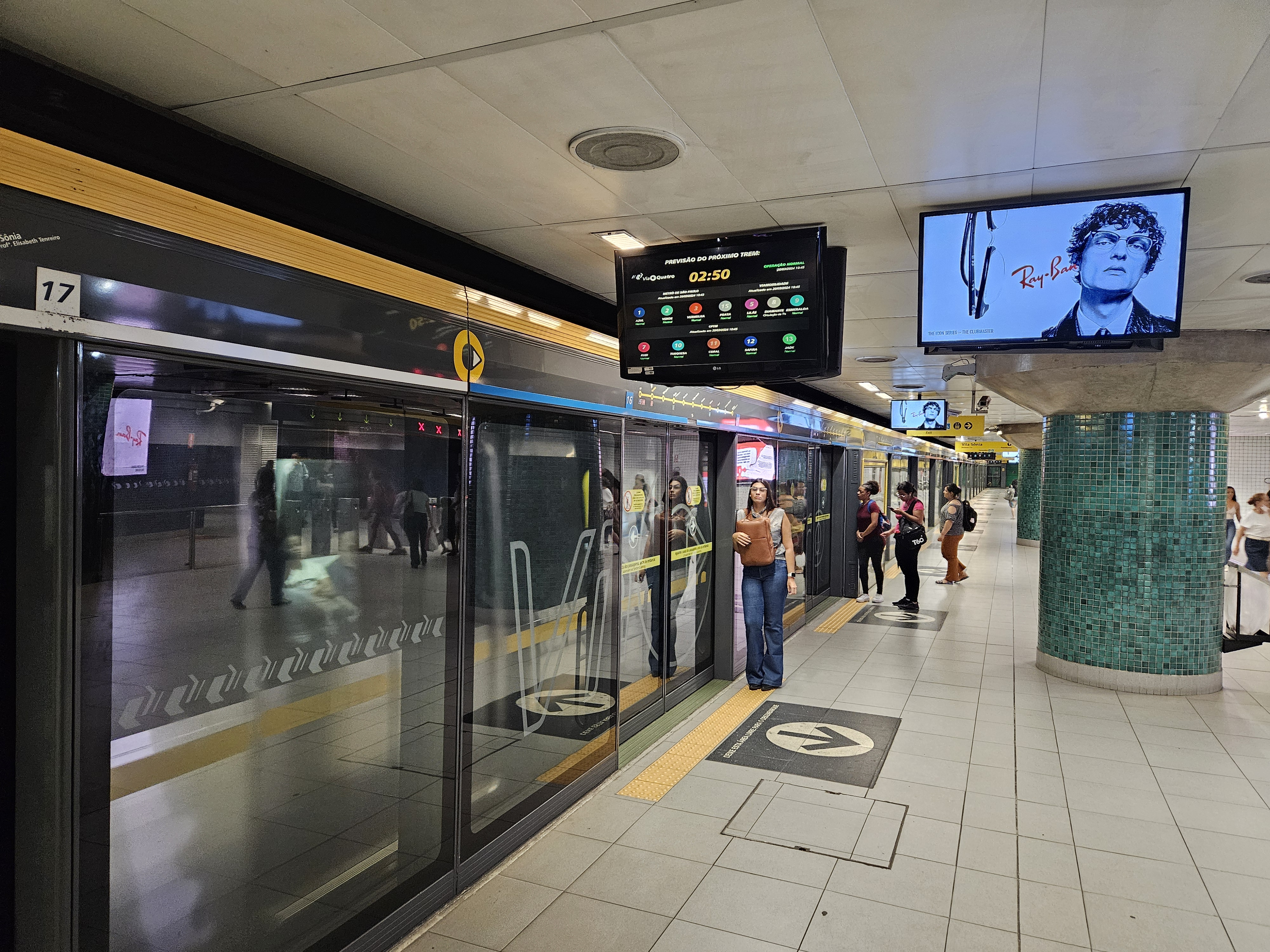
Estação da Linha 4 do Metrô

A estação da Linha 4–Amarela foi inaugurada no dia 15 de setembro de 2011. Está situada sob a Praça da República, no corpo da estação já construída anteriormente. Possui plataformas laterais e sua área construída é de 6 190,70 m².
Devido aos estilos arquitetônicos diferentes, a arquiteta Cláudia Chemin, que cuidou da construção do espaço dedicado à Linha 4, disse ter-se preocupado em "fazer uma transição agradável entre os dois estilos de acabamento". Para ela, isso mostraria a evolução dos materiais usados nos quase trinta anos que separaram a construção das duas partes da estação.

### Informações da linha
| Linha     | Terminais        | Estações | Principais destinos                                                              | Duração das viagens (min) | Intervalo entre trens (min) | Funcionamento                                                                 |
| --------- | ---------------- | -------- | -------------------------------------------------------------------------------- | ------------------------- | --------------------------- | ----------------------------------------------------------------------------- |
| 4 Amarela | Luz ↔ Vila Sônia | 10       | Sé, Bom Retiro, República, Higienópolis, Consolação, Pinheiros, Butantã, Morumbi | 10                        | 2                           | Diariamente, das 4h40 à 0 hora. Aos sábados, das 4h40 até a 1 hora do domingo |

## Museu da Diversidade Sexual
Inaugurado em 2012, o Museu da Diversidade Sexual está localizado dentro da Estação República. Um projeto em andamento busca expandir sua área atual de 100 m² para 540 m², levando-a também à superfície, com a inauguração do novo espaço prevista para julho de 2022.